# 青木町公園総合運動場
青木町公園総合運動場（あおきちょうこうえんそうごううんどうじょう）は、埼玉県川口市西青木の青木町公園（青木町平和公園）内に所在する運動場である。

## 施設概要

### 陸上競技場
- 日本陸上競技連盟第3種公認
- 全天候型（400mトラック、8レーン）
- フィールド（芝生105m×68m）
- スタンド（2,500人収容）
- 走り幅跳び
- 棒高跳び
- 砲丸投げ
- 管理棟
  - 会議室
  - 選手更衣室（大会用）
  - シャワー室（大会用）他

### 野球場
- 硬式軟式野球場（人工芝、両翼95m、中堅118m）
- ブルペン（1、3塁側）
- スタンド、バックネット裏（2,000人収容）、内野（1,000人収容）
- 身体障害者観覧席（12席）
- 磁気反転式スコアボード
- ナイター照明6基
- 管理棟
  - 会議室
  - 選手更衣室
  - 審判員室
  - バットスイング室

### 庭球場
- 砂入り人工芝コート（12面）
- 夜間照明塔
- コンクリートスタンド（1,120人収容）
- 身体障害者観覧席（6席）
- クラブハウス
  - 1階役員室・放送室
  - 2階会議室・更衣室
  - 選手更衣室（大会用）
  - シャワー室（大会用）

### 弓道場
- 射場、近的5人立ち
- 的場
- 控室
- 師範室
- 鑑的
- 矢取塚、他

### 相撲場
- スタンド（100人収容）
- 本部室、他

### ランニングコース
- 全長1,000m、幅2m-4m

## アクセス
鉄道
JR京浜東北線西川口駅東口徒歩約10分

## 京急車両
京浜急行電鉄デハ230形デハ236（旧湘南電鉄デ1形デ6）が1979年に川口市に譲渡され、川口市立児童文化センター前に設置された。2003年に旧センターがSKIPシティに移転して川口市立科学館に組織変更されてからは、管理がされなくなり、窓ガラスが割れ、塗装がはがれるなどボロボロになった。完全に補修するには1000万円以上かかることから、車両、線路、枕木、砕石をセットで無償譲渡する公募が行われたが、 譲渡先が元の所有者である京浜急行電鉄に決まり、当時を知るOB社員及び総合車両製作所の協力で整備・復元を実施し、みなとみらい地区に完成した京急の新本社ビル内の「京急ミュージアム」（2020年1月21日に開設）で保存・展示されている。